# Les Voleurs de Carthage
Les Voleurs de Carthage est une série de bande dessinée française scénarisée par Appollo, dessinée par Hervé Tanquerelle et mise en couleurs par Isabelle Merlet, publiée en deux albums en 2013-2014. Elle relate l'histoire d'une bande de voleurs improbables à Carthage au IIe siècle av. J.-C. en mêlant aventure et humour.

## Résumé
L'histoire se déroule dans la région de Carthage, peu de temps avant la prise et la destruction de la ville par les Romains en 146 av. J.-C. Horodamus le Gaulois et Berkan le Numide sont deux mercenaires sans le sou qui errent en Numidie. Alors qu'ils viennent d'assister à l'attaque d'une caravane par des Numides commandités par les Romains, Horodamus et Berkan profitent de la confusion pour capturer une jeune femme. Celle-ci, loin de se laisser impressionner, se présente sous le nom de Tara, originaire d'Utique et membre de la Famille, la plus grande guilde de voleurs locale. Elle leur explique qu'elle avait été chargée par la Famille de diriger le plus grand vol qui soit : le pillage discret du richissime temple de Tanit à Carthage. À présent que ses compagnons sont morts durant l'attaque, Tara n'a plus rien à perdre et propose à Horodamus et Berkan de leur indiquer comment réaliser eux-mêmes ce vol audacieux.

## Albums
- 1. Le Serment du Tophet, Dargaud, 2013
Scénario : Appollo - Dessin : Hervé Tanquerelle - Couleurs : Isabelle Merlet - (ISBN 978-2-205-07014-9)
- 2. La Nuit de Baal-moloch, Dargaud, 2014
Scénario : Appollo - Dessin : Hervé Tanquerelle - Couleurs : Isabelle Merlet - (ISBN 978-2-205-07014-9)

## Conception

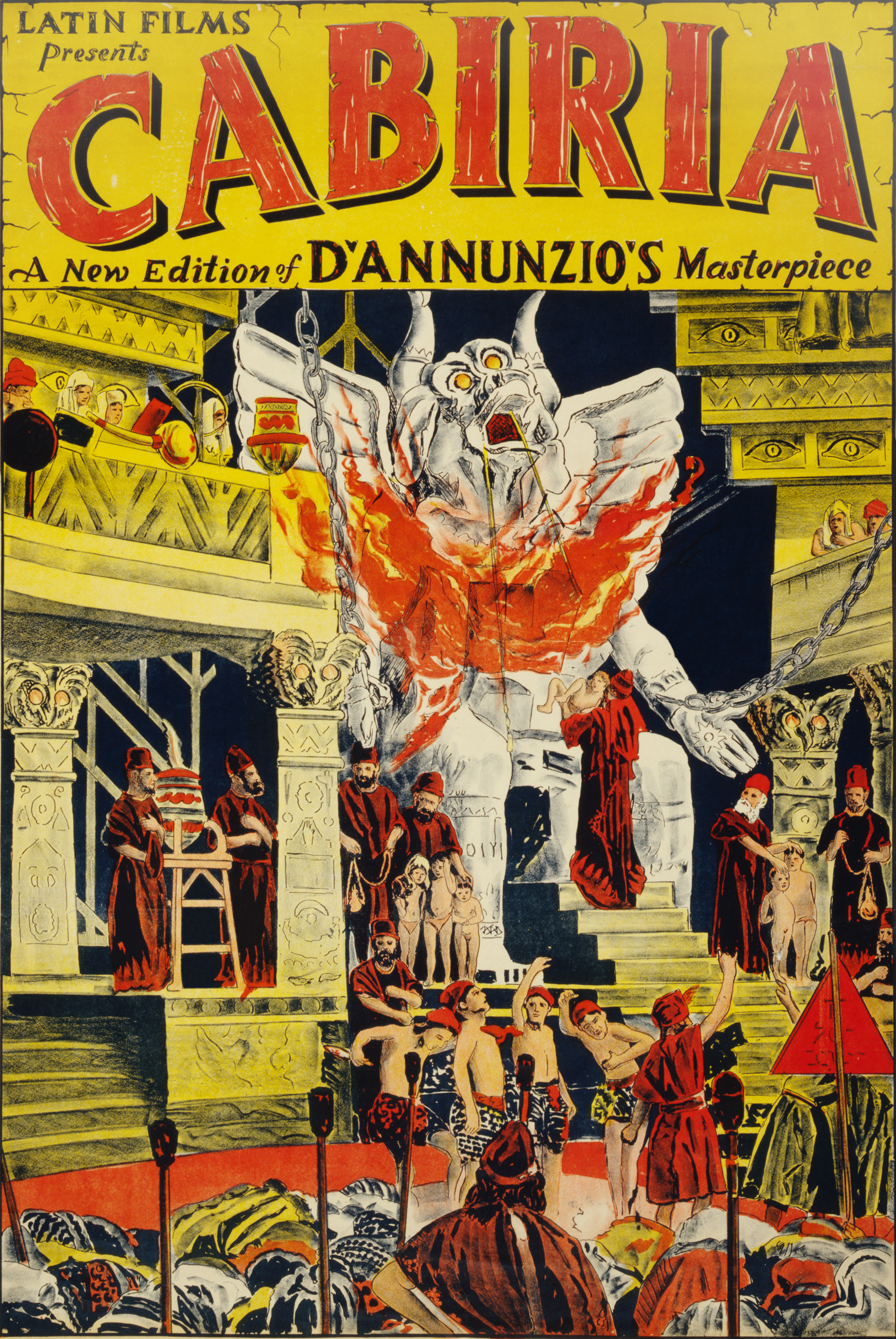
Affiche du film Cabiria (1914) montrant une statue imaginaire de Moloch pour une scène à Carthage.

Hervé Tanquerelle dispose de peu de sources pour représenter Carthage, car l'archéologie et les textes antiques ne permettent pas pour le moment de connaître grand-chose sur les détails de la vie quotidienne à Carthage et en particulier sur l'intérieur des bâtiments. Dans une interview pour Télérama en mars 2013, Hervé Tanquerelle explique s'être inspiré de plusieurs sources relevant de la fiction : « des péplums comme Carthage en flammes, de vieilles BD et bien sûr les descriptions de Flaubert dans Salammbô, notre ouvrage de référence. » Il dit aussi s'être inspiré des tableaux des peintres « pompiers » de la fin du XIXe siècle comme Jean-Léon Gérome, qui mettaient en scène une Antiquité spectaculaire.

## Accueil critique

### Premier tome
Le premier tome, Le Serment du Tophet, reçoit d'excellentes critiques à sa parution début mars 2013.
Stéphane Jarnot, dans l'hebdomadaire Télérama, estime que l'album « ne manque ni de souffle, ni d'humour » grâce à un « mélange savoureux de grand spectacle et de petites vacheries, de batailles en technicolor et de reparties bien senties ».
Sur le site spécialisé Planète BD, Benoît Cassel donne à l'album une note de 4 sur une échelle de 5 et apprécie tant le scénario que le dessin et les couleurs. L'intrigue lui paraît s'appuyer sur « une science du dialogue contemporain drolatique, des personnages folklos au possible et des rebondissements imprévus », tandis que le dessin « allie modernité et précision » et se trouve mis en valeur par des« couleurs chaudes [et des] ombres crayonnées qui confèrent beaucoup de relief ».
Sur le site BD Gest', M. Leroy donne à l'album la note de 3,5 sur 5 et estime que ce premier volet est « distrayant, ravit les yeux et met l'eau à la bouche ». Il apprécie en particulier « les couleurs chaudes, éclatantes d'Isabelle Merlet, une symphonie de jaunes et ocres qui rappelle la lumière du Carthage d'aujourd'hui et donne un ton de carte postale du XIXe siècle au trait charbonneux d'Hervé Tanquerelle ». Il apprécie le dessin fin et détaillé pour les décors et capable de conférer grâce et réalisme aux personnages (qu'il rapproche des dessins d'Olivier Milhet dans Spoogue pour leurs visages et leur truculence). Le critique attend cependant le second tome afin de juger de la façon dont l'intrigue se refermera.
Sur le site Actua BD, Morvan Di Salvia donne un avis également positif, indiquant que le scénario constitue « livre une partition dense, bien dialoguée et non dénuée d’un humour grinçant », tandis que le dessin « [magnifie] l’ambiance lourde du désert carthaginois ». Sur le site Sceneario, Melville livre une critique extrêmement positive : il rapproche personnages et dialogues de la série télévisée humoristique française Kaamelott d'Alexandre Astier, apprécie le mélange des époques ménagé par le scénario (la description de la Famille inspirée par la mafia des années 1970-80, l'emploi d'un vocabulaire contemporain) ainsi que le sens de la mise en scène. Il estime que l'esprit du cinéma baigne entièrement l'album, encore valorisé par le travail « toujours très sûr » d'Isabelle Merlet sur les couleurs.

### Deuxième tome
Le second tome, La Nuit de Baal-Moloch, paraît en octobre 2014. Il reçoit un accueil globalement favorable mais parfois plus réservé, en raison du changement de ton complet qui s'opère par rapport au premier tome.
La critique du site Planète BD est tout aussi bonne que pour le premier tome : Jean-Bernard Vanier en juge l'intrigue « dynamique, poignante dans la tragédie, définitivement accrochée à ses impeccables protagonistes [...] et conduite par un jeu de dialogues dosé à l’humour cynique et la modernité ». Il loue également le dessin pour sa « vivacité de sa jolie patte moderne [...], [son] émotion, [son] travail du décorum et [sa]  lisibilité » ; la colorisation lui paraît quant à elle « excellentissime ».
Sur le site BD Gest', M. Leroy donne à l'album 4 étoiles sur 5. Il en trouve la principale qualité dans le « changement radical de ton » et indique que là où le premier tome jouait dans le « registre des Pieds Nickelés invités dans la vie de Brian », le second « se transforme en massacre ». Il estime que la transformation fonctionne bien, car les couleurs chaudes du premier album sont métamorphosées pour installer et entretenir l'horreur de cette seconde partie tandis que le dessin confère « un réalisme cinglant aux scènes de martyre ». L'humour persiste principalement grâce aux personnalités des deux héros et à leurs dialogues. Le critique conclut que les deux albums forment « un diptyque tragi-comique qui vaut vraiment le détour ».
La critique de Melville pour le site Sceneario est davantage en demi-teinte. Le changement de ton complet du second tome, qui « se construit comme le reflet inverse du premier » et forme un « récit très sombre », le conduit à adopter une attitude réservée par rapport à ce changement : il ne peut « qu'au mieux vous laisser vous faire votre propre opinion ». Il émet également quelques réserves au sujet du recours à une voix off pour diriger la narration dans ce tome 2 : « bien écrite », elle lui semble cependant renforcer l'impression de « lourdeur » du récit. Il apprécie toutefois « la parfaite symbiose entre scénario, dessins et couleurs ».